# Otto Graeber

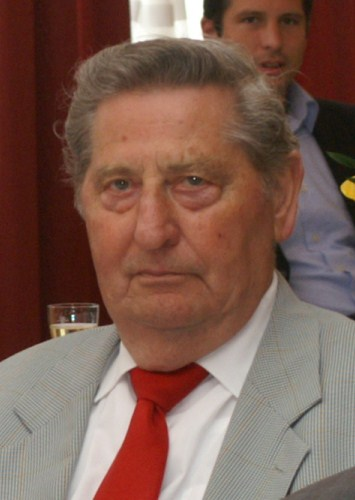
Otto Graeber, 2007

Otto Graeber (* 25. Januar 1926 in Stettin; † 1. Juli 2022) war ein deutscher Politiker (SPD). Er war Gewerkschaftssekretär, gehörte von 1978 bis 1990 dem Niedersächsischen Landtag an und war von 1999 bis 2007 Bundesvorsitzender der Arbeitsgemeinschaft SPD 60 plus.

## Leben
Graeber besuchte die Volksschule sowie die Handelsschule. Daran schloss er eine Ausbildung als Industriekaufmann an und leistete seinen Wehrdienst im Zweiten Weltkrieg. Im Jahr 1948 kehrte er aus britischer Kriegsgefangenschaft zurück. Nach seiner Rückkehr arbeitete er als Einrichter in einem Bekleidungsunternehmen. Er besuchte die Sozialakademie Dortmund ab 1950. Später wurde er Geschäftsführer der Gewerkschaft ÖTV in Northeim. Zwischen 1964 und 1976 war er stellvertretender Landesvorsitzender der Gewerkschaft ÖTV in Hannover. Im Anschluss wurde er 1976 DGB-Vorsitzender in Northeim.
Er war Mitglied des Verwaltungsrates der Kreis-Sparkasse Northeim sowie Vorsitzender der Vertreterversammlung des Landesverbandes der Ortskrankenkassen in Niedersachsen. Er war ferner Vorsitzender des Vorstandes der Allgemeinen Ortskrankenkasse in Einbeck-Northeim sowie Vorsitzender der Mitgliederversammlung der Allgemeinen Ortskrankenkasse – Rechenzentrum Süd.

## Ämter in der SPD

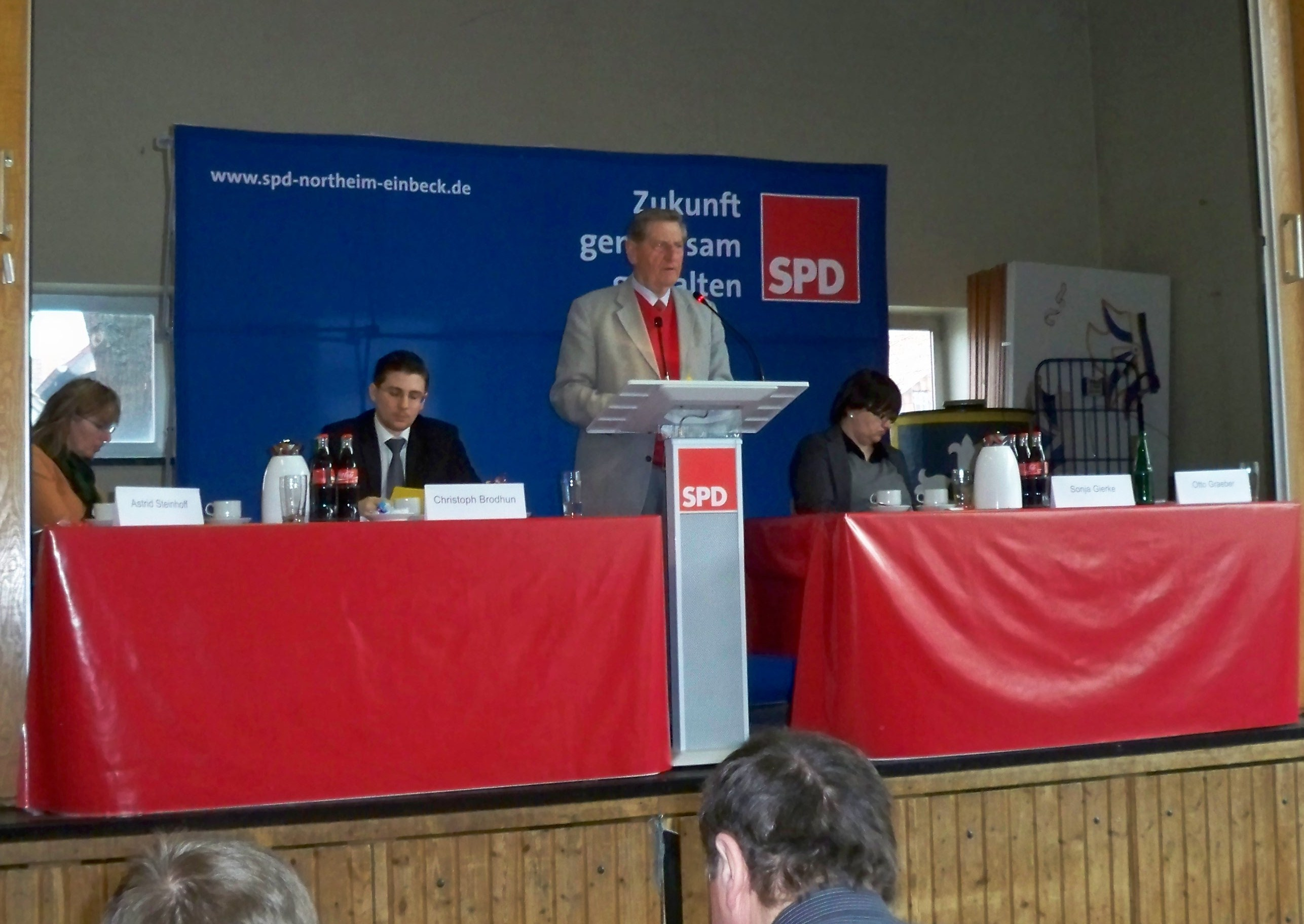
Graeber auf einer Konferenz der SPD (2012)

Graeber wurde 1950 Mitglied der SPD.  Er bekleidete viele Ämter in der Partei. So gehörte er dem Parteirat der SPD Niedersachsen an. Von 1999 bis 2007 war er Bundesvorsitzender der Arbeitsgemeinschaft SPD 60 plus, anschließend Ehrenvorsitzender. 2009 wurde er zum Ehrenvorstandsmitglied auf Lebenszeit des SPD-Unterbezirks Northeim-Einbeck gewählt.

## Öffentliche Ämter
Graeber war zwischen 1956 und 1964 gewählter Ratsherr der Stadt Northeim. Seit 1976 war er Ratsherr und Vorsitzender der SPD-Fraktion im Stadtrat von Moringen. Er lebte in Moringen-Behrensen und wurde 1986 zum ehrenamtlichen Bürgermeister der Stadt Moringen gewählt.
Von der neunten bis zur elften Wahlperiode, von 1978 bis 1990, war Otto Graeber Mitglied des Niedersächsischen Landtages. In allen drei Wahlperioden gehörte er dem Ausschuss für Sozial- und Gesundheitswesen an, ab 1986 als Vorsitzender.

## Ehrungen
Er war Inhaber des Verdienstkreuzes am Bande des Verdienstordens der Bundesrepublik Deutschland.